# Cyathea goudeyi
Cyathea goudeyi är en ormbunkeart som beskrevs av D.L.Jones. Cyathea goudeyi ingår i släktet Cyathea och familjen Cyatheaceae. Inga underarter finns listade.